# Баранюки
Баранюки́ — родина українських майстрів художньої кераміки XIX—XX століття. Народилися і померли в селі Москалівці (нині у складі міста Косова Івано-Франківської області, Україна). Працювали в Косові.
- Іван (1806—1860) — основоположник косівської школи кераміки.
- Михайло Іванович (1834—1902) — син Івана Баранюка.
- Йосип Михайлович (1863—1942) — син Михайла Баранюка.

Виготовляли миски, дзбанки, кухлі, свічники, кахлі. У розписах відображали життя і побут верховинців, красу Карпат, природи. Жанрові композиції поєдували з квітково-рослинними орнаментами.
Вироби митців зберігаються в Національному музеї народного мистецтва Гуцульщини і Покуття в Коломиї, Косівському музеї народного мистецтва Гуцульщини, Музеї етнографії та художнього промислу Інституту народознавства НАН України та Національному музеї у Львові, Національному музеї українського народного декоративного мистецтва та Національному музеї народної архітектури та побуту України у Києві, Етнографічному музеї «Замок Кіттзеє» в Австрії, Етнографічному музеї імені Северина Удзелі та Національному музеї у Кракові, приватних колекціях.